# Søve gruver
Søve gruver var en tidigare norsk statlig gruva strax öster om Ulefoss i Nome kommun i Telemark fylke, där niobhaltig sövitmalm utvanns av statliga A/S Norsk Bergverk. Gruvan ligger i det geologiska området Fenfältet.
Mineralet sövit upptäcktes i vid gårdarna i Søve 1920 och publicerades 1921 av geologen Waldemar Christopher Brøgger i ett verk om Fenfältet (Das Fengebiet in Telemark, Norwegen), i vilket han det gav namn från gårdarna. År 1934 framkom via analys av malmen att den innehöll niob, men detta väckte inte något intresse vid denna tidpunkt. 
Malmen i Søve gruver innehåller 0,8 procent niob, som är inbäddat i svavelkis och magnetit, samt också innehåller små mängder uran och torium. Söviten innehåller dessutom mellan 10 och 12 procent apatit. När det under andra världskriget blev ont om ordinarie råvaror för konstgödsel, blev söviten med sitt apatitinnehåll intressant som ersättningsråvara och testning gjordes av malm från Søve av Norsk Hydro i Herøya från 1942. Dessa försök inställdes dock 1944. 
I stället inriktade den norska ockupationsmakten sitt intresse på malmens niobinnehåll. Tyskland utvecklade mot slutet av andra världskriget raketvapen i Warnemünde, för vilka det behövdes niob som legeringsmetall. De lät den norska regeringen expropiera tre bondgårdar och öppnade ett dagbrott. Efter kriget återgick inte exproprieringen, utan i stället anlades så småningom en underjordsgruva och ett smältverk av det för ändamålet bildade statliga gruvföretaget A/S Norsk Bergverk med syfte at försörja amerikanska utvecklingsprogram för luftburna kärnvapenbärare, bland annat med experiment med det kärnreaktordrivna Convair-bombplanet NB-36H. År 1951 ingicks ett avtal mellan länderna om amerikansk finansiering av anläggningen, mot leverans av allt framställt niob-koncentrat under tio års tid. NB-36H gjorde testflygningar mellan 1955 och 1957, men projektet med atomkraftdrivna bombflygplan lades ner 1961 efter John F. Kennedys tillträde som USA:s president. Därmed saknades tillräcklig avsättning för niob-koncentratet och gruvan lades ned 1963.
Delar av gruvanläggningen revs, medan en del kom att användas av Ulefoss Mekaniske Verksted. Runt 2004 uppmärksammades att slagghögen bredvid det tidigare smältverket innehöll radioaktivt, koncentrerat uran och torium. I maj 2021 anslog Stortinget medel för sanering av området, en uppgift som tillkom den 2018 inrättade statliga myndigheten Norsk nukleær dekommisjonering.
Gruvan hade som mest en malmproduktion på 100 000–130 000 ton per år, vilken gav en årsproduktion på 350–400 ton niob. Gruvan hade omkring 125 anställda.